# بوريس باتون
بوريس باتون (27 نوفمبر 1918 - 19 أغسطس 2020) (بالأوكرانية: Борис Євгенович Патон) مواليد كييف، كان رئيس الأكاديمية الوطنية للعلوم في أوكرانيا لفترة طويلة. انضم باتون للأكاديمية الوطنية للعلوم في أوكرانيا في 18 نوفمبر 1958. وهو أول من حَصل على لقب بطل أوكرانيا. وهو ابن العالِم يفغيني باتون.
حصل على درجة الدكتوراه في العلوم التقنية وعُرف بأعماله في اللحام الكهربائي.